# Glaciar Arthur
El glaciar Arthur es un glaciar de valle en la Antártida. Mide unos 47 km de largo y fluye hacia el oeste hacia la barrera de hielo Sulzberger entre las montañas Swanson por el norte y los montes Rea y Cooper por el sur, en las cordilleras Ford de la tierra de Marie Byrd. Fue descubierto por miembros de la Base Occidental del Servicio Antártico de Estados Unidos, durante reconocimientos aéreos y sobre el terreno en noviembre-diciembre de 1940. Fue nombrado por el Comité Asesor de Nombres Antárticos en honor al contralmirante Arthur C. Davis, líder de la aviación de la U.S. Navy.